# Rasa de Villaró
La rasa de Villaró és un afluent per l'esquerra de la Ribera Salada dtranscorre íntegrament pel terme municipal de Castellar de la Ribera excepte l'últim tram de 650 m que ja els fa a la comarca de l'Alt Urgell.
Neix a 695 m d'altitud, a 700 m a l'oest de la masia de les Grioles i a 500 m a l'est de la masia de Cal Bernat. Els seus primers 870 m, fins que la rasa de les Grioles (d'uns 1.100 m de llargada) li aboca les seves aigües per la dreta al lloc on es troba la necròpolis de Ceuró, els fa en direcció nord. Llavors agafa la direcció cap a l'oest, direcció que mantindrà durant la resta del seu curs. 800 m després passa a poc menys de 300 m al sud de Ceuró i una mica més avall, a 200 m al nord de la masia del Villaró que li dona el nom. Poc després d'haver-la deixat enrere, rep per l'esquerra les aigües de la rasa de Cal Bernat (d'uns 1.700 m de longitud). 600 m més avall entra a l'Alt Urgell i desguassa a la Ribera Salada a 472 m d'altitud, a 250 m a l'oest del límit amb el Solsonès i a 800 m a l'est del poble d'Ogern.